# Weston Beggard
Weston Beggard – osada w Anglii, w hrabstwie Herefordshire. Leży 8 km na wschód od miasta Hereford i 182 km na zachód od Londynu.